# Pfarrkirche Kremsalpe

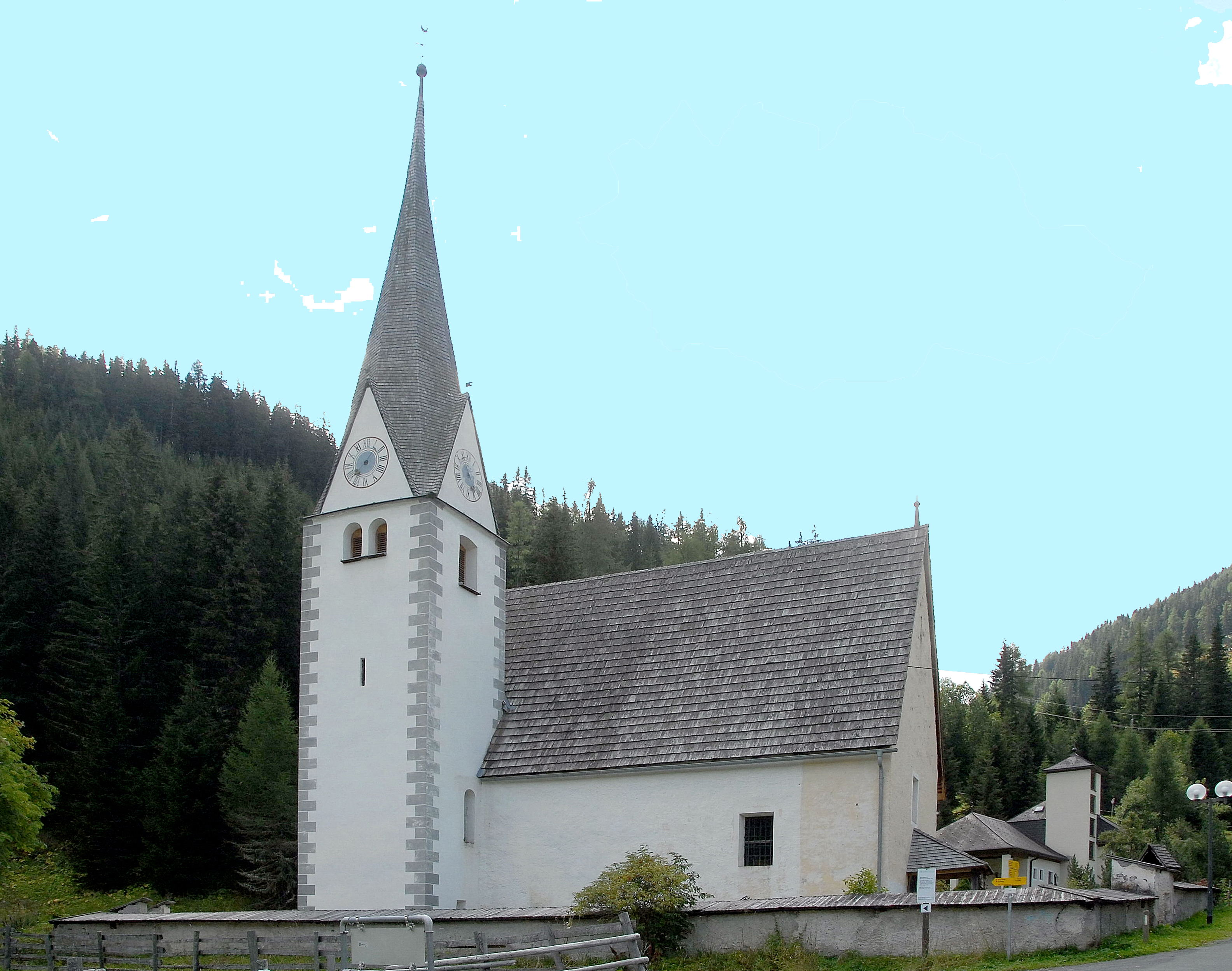
Katholische Pfarrkirche hl. Andreas in Innerkrems

Die Pfarrkirche Kremsalpe steht als Knappenkirche abseits am Eingang eines Grabens in der Kremsalpe in der Siedlung Innerkrems in der Gemeinde Krems in Kärnten im Bezirk Spittal an der Drau. Die auf den Apostel Andreas geweihte römisch-katholische Pfarrkirche gehört zum Dekanat Gmünd-Millstatt in der Diözese Gurk-Klagenfurt. Die Kirche und der Friedhof stehen unter Denkmalschutz (Listeneintrag).

## Geschichte
Die Knappenkirche diente den Knappen, welche hier einst Eisenbergbau betrieben. Urkundlich wurde 1482 die Kirche genannt. 1803 wurde die Sakristei angebaut. 1898/1899 erhielt die Kirche eine neue Bedachung.

## Architektur
Der spätgotische Kirchenbau mit einem Dreiachtelschluss hat einen Nordturm mit einem Spitzgiebelhelm. Das Westportal ist ein spätgotisches Schulterbogenportal.
Das Kircheninnere zeigt sich als zweijochiges leicht unregelmäßiges Langhaus mit Kreuzgratgewölben des späten 16. Jahrhunderts, der niedrige Triumphbogen ist spitzbogig, der Chor schließt gerade mit einem vorgetäuschten Dreiachtelschluss und hat ein Netzrippengewölbe über Runddiensten und Spitzbogenfenster. Im Westen hat die Kirche eine hölzerne Orgelempore.

## Ausstattung
Die Kirche hat eine bemerkenswerte barocke Einrichtung. Der Hochaltar um 1620 als Säulenädikula mit gesprengtem Dreieckgiebel zeigt das Bild hl. Andreas und trägt seitlich spätbarocke Schnitzfigürchen Schutzengel, Michael, Anna und Barbara.
Die Chorstühle nennen die Inschrift 1676 Hanss Hoitzfeindt dieser Zeit Zechbropst.
Der linke Seitenaltar mit 1705 zeigt das Bild hl. Antonius und im Aufsatz bild Hl. Dreifaltigkeit, der rechte Seitenaltar mit 1737 und gefasst 1744 zeigt ein volkstümliches Gemälde Mariä Schmerzen. Die Kanzel um 1725/1730 zeigt in Brüstungsfeldern halbfigürliche Darstellungen gemalter Evangelistenbilder in Medaillons.
Der volkstümliche Kreuzweg ist aus dem 18. Jahrhundert.
Die Glocke nennt Martin Pucher 1802.

## Grabstellen
- An der nördlichen Langhauswand gibt es ein gemaltes Epitaph 1587 für Daniel Aschauer Unterhauptmann zu Gmünd und Gemahlin bzw. Kinder, darüber ist ein Gemälde Auferstehung.
- An der südlichen Langhauswand Wappengrabplatte des Jakob 1591 und der Lucretia Türk 1607.

## Ruinen
- Ruine eines ehemaligen Gewerkensitzes am östlichen Ortsrand mit Übergang von der Spätgotik zur Renaissance aus der ersten Hälfte des 16. Jahrhunderts, die Außenmauern eines rechteckigen Gebäudes mit rundbogigen Tor und einigen Fenstern sind erhalten.
- Ruine des ehemaligen Ansitzes Daniel Aschauer mit Mauerresten aus dem 16. und 17. Jahrhundert.